# Мельци, Камилло
Камилло Мельци Малиндженьи (итал. Camillo Melzi Malingegni; 12 декабря 1590, Милан, Миланское герцогство — 21 января 1659, Рим, Папская область) — итальянский куриальный кардинал, папский дипломат и доктор обоих прав. Архиепископ Капуи с 18 февраля 1636 по 21 января 1659. Апостольский нунций в Тоскане с 20 февраля 1641 по 12 июля 1643. Апостольский нунций в Австрии со 2 апреля 1644 по 6 сентября 1652. Секретарь Священной Конгрегации по делам епископов и монашествующих с 16 июля 1655 по 9 апреля 1657. Кардинал-священник с 9 апреля 1657, с титулом церкви Сан-Марчелло с 23 апреля 1657 по 21 января 1659.